# 第65回アカデミー賞
第65回アカデミー賞（だい65かいアカデミーしょう）は1993年3月29日に発表・授賞式が行われた。司会は4年連続となるビリー・クリスタル。

## 式典
第65回目のアカデミー賞授与式はドロシー・チャンドラー・パビリオンにて行われた。式の長さは3時間33分であった。日本人デザイナーの石岡瑛子が衣装デザイン賞を受賞した。クリント・イーストウッドの西部劇『許されざる者』が作品賞・監督賞を受賞したが4部門にとどまった。目立った出来事としては、編集賞のプレゼンターとして登場したティム・ロビンスとスーザン・サランドンが、フロリダに難民として入ろうとした200名のハイチ人HIV患者をアメリカ政府は受け入れず、グァンタナモ米軍基地に監禁していると批判し、物議を醸した。

## 候補と受賞の一覧
太字は受賞である。また、以下での人名表記は
1. 作品の日本語公式情報およびAMPAS公式サイトの日本版とWOWOWによる授賞式放送での表記に準ずる。
2. 見当たらない場合はデータベースサイトなどを参考。
3. それでもない場合は英語表記のままとする。

| 作品賞 | 監督賞 |
| --- | --- |
| - 『許されざる者』 – クリント・イーストウッド - 『ア・フュー・グッドメン』 – ロブ・ライナー、アンドリュー・シェインマン - 『ハワーズ・エンド』 – イスマイル・マーチャント - 『セント・オブ・ウーマン/夢の香り』 – マーティン・ブレスト - 『クライング・ゲーム』 – スティーヴン・ウーリー | - クリント・イーストウッド – 『許されざる者』 - ロバート・アルトマン – 『ザ・プレイヤー』 - マーティン・ブレスト – 『セント・オブ・ウーマン/夢の香り』 - ジェームズ・アイヴォリー – 『ハワーズ・エンド』 - ニール・ジョーダン – 『クライング・ゲーム』 |
| 主演男優賞 | 主演女優賞 |
| - アル・パチーノ – 『セント・オブ・ウーマン/夢の香り』 - ロバート・ダウニー・Jr – 『チャーリー』 - クリント・イーストウッド – 『許されざる者』 - スティーヴン・レイ – 『クライング・ゲーム』 - デンゼル・ワシントン – 『マルコムX』 | - エマ・トンプソン – 『ハワーズ・エンド』 - カトリーヌ・ドヌーヴ – 『インドシナ』 - メアリー・マクドネル – 『パッション・フィッシュ』 - ミシェル・ファイファー – 『ラブ・フィールド』 - スーザン・サランドン – 『ロレンツォのオイル/命の詩』 |
| 助演男優賞 | 助演女優賞 |
| - ジーン・ハックマン – 『許されざる者』 - ジェイ・デヴィッドソン – 『クライング・ゲーム』 - ジャック・ニコルソン – 『ア・フュー・グッドメン』 - アル・パチーノ – 『摩天楼を夢みて』 - デヴィッド・ペイマー – 『ミスター・サタデー・ナイト』 | - マリサ・トメイ – 『いとこのビニー』 - ジュディ・デイヴィス – 『夫たち、妻たち』 - ジョーン・プロウライト – 『魅せられて四月』 - ヴァネッサ・レッドグレイヴ – 『ハワーズ・エンド』 - ミランダ・リチャードソン – 『ダメージ』 |
| 脚本賞 | 脚色賞 |
| - 『クライング・ゲーム』 – ニール・ジョーダン - 『夫たち、妻たち』 – ウディ・アレン - 『ロレンツォのオイル/命の詩』 – ジョージ・ミラー、ニック・エンライト - 『パッション・フィッシュ』 – ジョン・セイルズ - 『許されざる者』 – ホイット・スティルマン | - 『ハワーズ・エンド』 – ルース・プラワー・ジャブヴァーラ - 『魅せられて四月』 – ピーター・バーンズ - 『ザ・プレイヤー』 – マイケル・トルキン - 『リバー・ランズ・スルー・イット』 – リチャード・フリーデンバーグ - 『セント・オブ・ウーマン/夢の香り』 – ボー・ゴールドマン |
| 外国語映画賞 | |
| - 『インドシナ』 (フランス) – レジス・ヴァルニエ - Daens (ベルギー) – ステイン・コーニンクス - Schtonk! (ドイツ) – ヘルムート・ディートル - 『ウルガ』 (ロシア) – ニキータ・ミハルコフ - A Place in the World (ウルグアイ) – アドルフォ・アリスタライン (ノミネート取消)[A] | |
| 長編ドキュメンタリー映画賞 | 短編ドキュメンタリー映画賞 |
| - The Panama Deception – バーバラ・トレント、デヴィッド・キャスパー - Changing Our Minds: The Story of Dr. Evelyn Hooker – デヴィッド・ホーグランド - Fires of Kuwait – サリー・ダンダス - Liberators: Fighting on Two Fronts in World War II – ウィリアム・マイルズ、ニーナ・ローゼンブルム - Music for the Movies: Bernard Herrmann – マーガレット・スミロフ、ロマ・バラン                               | - Educating Peter – トーマス・C・グッドウィン、Gerardine Wurzburg - At the Edge of Conquest: The Journey of Chief Wai-Wai – ジェフリー・オコナー - Beyond Imagining: Margaret Anderson and the 'Little Review' – ウェンディ・L・ワインバーグ - The Colours of My Father: A Portrait of Sam Borenstein – リチャード・エルソン、サリー・ボッシュナー - When Abortion Was Illegal: Untold Stories – ドロシー・ファディマン |
| 短編実写映画賞 | 短編アニメ映画賞 |
| - Omnibus – サム・カーマン - Contact – ジョナサン・ダービイ、ジャナ・スー・メメル - Cruise Control – マット・パルミエリ - The Lady in Waiting – クリスチャン・テイラー - Swan Song – ケネス・ブラナー | - Mona Lisa Descending a Staircase – ジョアン・C・グレイツ - Adam – ピーター・ロード - Reci, reci, reci – ミハエラ・パヴラートヴァー - The Sandman – ポール・ベリー - Screen Play – バリー・パーヴス |
| 作曲賞 | 歌曲賞 |
| - 『アラジン』 – アラン・メンケン - 『氷の微笑』 – ジェリー・ゴールドスミス - 『チャーリー』 – ジョン・バリー - 『ハワーズ・エンド』 – リチャード・ロビンズ - 『リバー・ランズ・スルー・イット』 – マーク・アイシャム | - ｢ホール・ニュー・ワールド｣（『アラジン』） – アラン・メンケン (作曲)、ティム・ライス (作詞) - "Friend Like Me"（『アラジン』） – アラン・メンケン (作曲)、ハワード・アッシュマン (作詞) - "I Have Nothing"（『ボディガード』） – デイヴィッド・フォスター (作曲)、リンダ・トンプソン (作詞) - "Run to You (Whitney Houston song)"（『ボディガード』） – ジャド・フリーマン (作曲)、アラン・リッチ (作詞) - "Beautiful Maria of My Soul"（『マンボ・キングス/わが心のマリア』） – ロバート・クラフト (作曲)、アーネ・グリムシャー (作詞) |
| 音響編集賞 | 録音賞 |
| - 『ドラキュラ』 – デヴィッド・E・ストーン、トム・C・マッカーシー - 『アラジン』 – マーク・マンギーニ - 『沈黙の戦艦』 – John Leveque、ブルース・スタンブラー | - 『ラスト・オブ・モヒカン』 – クリス・ジェンキンス、ダグ・ヘムフィル、マーク・スミス、サイモン・ケイ - 『アラジン』 – テリー・ポーター、メル・メトカルフェ、デヴィッド・J・ハドソン、ドク・カーン - 『ア・フュー・グッドメン』 – ケヴィン・オコネル、リック・クライン、ボブ・エバー - 『沈黙の戦艦』 – ドナルド・O・ミッチェル、フランク・A・モンターノ、リック・ハート、スコット・スミス - 『許されざる者』 – レス・フレッショルツ、バーン・プア、ディック・アレクサンダー、ロブ・ヤング                                                |
| 美術賞 | 撮影賞 |
| - 『ハワーズ・エンド』 – イアン・ホイッティカー (美術)、ルチアーナ・アリジ (装置) - 『ドラキュラ』 – トーマス・E・サンダース (美術)、ギャレット・ルイス (装置) - 『チャーリー』 – スチュアート・クレイグ (美術)、クリス・バトラー (装置) - 『トイズ』 – フェルナンド・スカルフィオッティ (美術)、リンダ・デシーナ (装置) - 『許されざる者』 – ヘンリー・バムステッド (美術)、Janice Blackie-Goodine (装置) | - 『リバー・ランズ・スルー・イット』 – フィリップ・ルースロ - 『愛人/ラマン』 – ロベール・フレース - 『ホッファ』 – スティーヴン・H・ブラム - 『ハワーズ・エンド』 – トニー・ピアース＝ロバーツ - 『許されざる者』 – ジャック・N・グリーン |
| メイクアップ賞 | 衣裳デザイン賞 |
| - 『ドラキュラ』 - グレッグ・キャノン、マイケル・バーク、マシュー・W・マングル - 『バットマン リターンズ』 - ヴィ・ネイル、ロニー・スペクター、スタン・ウィンストン - 『ホッファ』 - ヴィ・ネイル、グレッグ・キャノン、ジョン・ブレイク | - 『ドラキュラ』 - 石岡瑛子 - 『魅せられて四月』 - シーナ・ネイピア - 『ハワーズ・エンド』 - ジェニー・ビーヴァン、ジョン・ブライト - 『マルコムX』 - ルース・E・カーター - 『トイズ』 - アルバート・ウォルスキー |
| 編集賞 | 視覚効果賞 |
| - 『許されざる者』 - ジョエル・コックス - 『氷の微笑』 - フランク・J・ユリオステ - 『クライング・ゲーム』 - カント・パン - 『ア・フュー・グッドメン』 - ロバート・レイトン - 『ザ・プレイヤー』 - ジェラルディン・ペローニ | - 『永遠に美しく…』 - ケン・ローストン、ダグ・チャーン、Douglas Smythe、トム・ウッドラフ・ジュニア - 『エイリアン3』 - リチャード・エドランド、アレック・ギリス、トム・ウッドラフ・ジュニア、ジョージ・ギブス - 『バットマン リターンズ』 - マイケル・フィンク、クレイグ・バロン、ジョン・ブルーノ、デニス・スコタク |

### アカデミー名誉賞
- フェデリコ・フェリーニ[5]

### ジーン・ハーショルト友愛賞
- オードリー・ヘプバーン[6] (死後の受賞)[B]
- エリザベス・テイラー[7]

### ゴードン・E・ソーヤー賞
- エリック・カストナー

### 統計
| 候補数 | 作品名                          |
| ------ | ------------------------------- |
| 9      | ハワーズ・エンド                |
| 9      | 許されざる者                    |
| 6      | クライング・ゲーム              |
| 5      | アラジン                        |
| 4      | ドラキュラ                      |
| 4      | ア・フュー・グッドメン          |
| 4      | セント・オブ・ウーマン/夢の香り |
| 3      | チャーリー                      |
| 3      | 魅せられて四月                  |
| 3      | ザ・プレイヤー                  |
| 3      | リバー・ランズ・スルー・イット  |
| 2      | 氷の微笑                        |
| 2      | バットマン リターンズ           |
| 2      | ボディガード                    |
| 2      | ホッファ                        |
| 2      | 夫たち、妻たち                  |
| 2      | インドシナ                      |
| 2      | ロレンツォのオイル/命の詩       |
| 2      | マルコムX                       |
| 2      | パッション・フィッシュ          |
| 2      | トイズ                          |
| 2      | 沈黙の戦艦                      |

| 受賞数 | 作品名           |
| ------ | ---------------- |
| 4      | 許されざる者     |
| 3      | ドラキュラ       |
| 3      | ハワーズ・エンド |
| 2      | アラジン         |

## プレゼンター・パフォーマー[8]

### プレゼンター
| プレゼンター                                  | 役                                                              |
| --------------------------------------------- | --------------------------------------------------------------- |
| Randi Thomas                                  | アナウンサー                                                    |
| ロバート・レイム (AMPAS会長)                  | 開会挨拶                                                        |
| ジーナ・デイヴィス                            | "Women in the Movies" Montage                                   |
| ジャック・パランス                            | 助演女優賞                                                      |
| ティム・ロビンス スーザン・サランドン         | 編集賞                                                          |
| マーセデス・ルール                            | 助演男優賞                                                      |
| ジョー・ペシ マリサ・トメイ                   | メイクアップ賞                                                  |
| グレゴリー・ペック                            | ジーン・ハーショルト友愛賞 (オードリー・ヘプバーン)             |
| サラ・ジェシカ・パーカー デヴィッド・ペイマー | 短編実写映画賞                                                  |
| 白雪姫                                        | 短編アニメ映画賞                                                |
| グレン・クローズ                              | 外国語映画賞                                                    |
| シャロン・ストーン                            | Academy Award for Technical Achievement ゴードン・E・ソーヤー賞 |
| リチャード・ギア                              | 美術賞                                                          |
| アンディ・マクダウェル                        | 視覚効果賞                                                      |
| ジョン・ロヴィッツ                            | 音響編集賞                                                      |
| トム・ハンクス デンゼル・ワシントン           | 長編ドキュメンタリー映画賞 短編ドキュメンタリー映画賞           |
| ソフィア・ローレン マルチェロ・マストロヤンニ | 名誉賞 (フェデリコ・フェリーニ)                                 |
| ラウル・ジュリア                              | 作曲賞                                                          |
| アン・バンクロフト ダスティン・ホフマン       | 脚本賞 脚色賞                                                   |
| ロバート・ダウニー・Jr アルフレ・ウッダード   | 録音賞                                                          |
| レナ・ホーン クインシー・ジョーンズ           | 歌曲賞                                                          |
| アンソニー・ホプキンス                        | 主演女優賞                                                      |
| モーガン・フリーマン ジーン・ハックマン       | 撮影賞                                                          |
| カトリーヌ・ドヌーヴ                          | 衣裳デザイン賞                                                  |
| アンジェラ・ランズベリー                      | ジーン・ハーショルト友愛賞 (エリザベス・テイラー)               |
| ジョディ・フォスター                          | 主演男優賞                                                      |
| バーブラ・ストライサンド                      | 監督賞                                                          |
| ジャック・ニコルソン                          | 作品賞                                                          |

### パフォーマー
| 名前                            | 役           | 内容 |
| ------------------------------- | ------------ | --- |
| ビル・コンティ                  | 編曲         | オーケストラ |
| ビリー・クリスタル              | 司会         | オープニングナンバー: セント・オブ・ウーマン/夢の香り ("I'm a Woman" by ペギー・リー) ハワーズ・エンド ("Hooray for Hollywood" Hollywood Hotel) ア・フュー・グッドメン ("Sound Off!") クライング・ゲーム ("(Love Is) The Tender Trap" The Tender Trap) 許されざる者 ("Unforgettable" by ナット・キング・コール) |
| ブラッド・ケイン レア・サロンガ | パフォーマー | ｢ホール・ニュー・ワールド｣ (アラジン) |
| プラシド・ドミンゴ シーラ・E    | パフォーマー | "Beautiful Maria of My Soul" (マンボ・キングス/わが心のマリア) |
| ナタリー・コール                | パフォーマー | "I Have Nothing" (ボディガード) "Run to You" (ボディガード) |
| ライザ・ミネリ                  | パフォーマー | "Ladies' Day" |
| ネル・カーター                  | パフォーマー | "Friend Like Me" (アラジン) |

## 注記
A^: 監督、出演者、スタッフがほぼアルゼンチンで、製作国もアルゼンチン、ウルグアイ、スペイン共同製作にもかかわらずウルグアイ映画として出品したためノミネートを取り消された。
B^: オードリー・ヘップバーンは1993年1月20日に亡くなり、その後映画芸術科学アカデミーが受賞を発表した。長男のショーンが授賞式に出席し、賞を受け取った。